# سيرافيم الأول
البطريرك سيرافيم الأول
بطريرك أنطاكية وسائر المشرق للروم الأرثوذكس وخليفة بطرس وبولس لكنيسة أنطاكية الأرثوذكسية بين عامي (1813 - 1823).